# Оптичний діапазон випромінювань
Оптичний діапазон випромінювань — діапазон електромагнітного випромінювання з довжинами хвиль від 10 пм до 1 мм.
Оптичний діапазон підрозділяється на три області: ультрафіолетову (5—380 нм), видиму (380—770 нм) та інфрачервону (770 нм — 1 мм). Інфрачервона область включає короткохвильову (0,77—1,5 мкм), середньохвильову (1,5—20 мкм) і довгохвильову (20 мкм — 1 мм) ділянки. Зазначені границі діапазонів і області довжин хвиль умовні, а наведені довжини хвиль дійсні для вакууму.

## Дивіться також
- Світло
- Видиме світло